# تراموا براونشوایگ
تراموا براونشوایگ (آلمانی: Straßenbahnnetz Braunschweig) سیستم تراموا در شهر براونشوایگ، آلمان است.
این تراموا در سال ۱۸۷۹ با نیروی حرکتی بخار تأسیس و در سال ۱۸۹۷ برقی شده‌است، تراموا براونشوایگ دارای ۵ خط و ۳۹.۶۲ کیلومتر طول است.

## نگارخانه

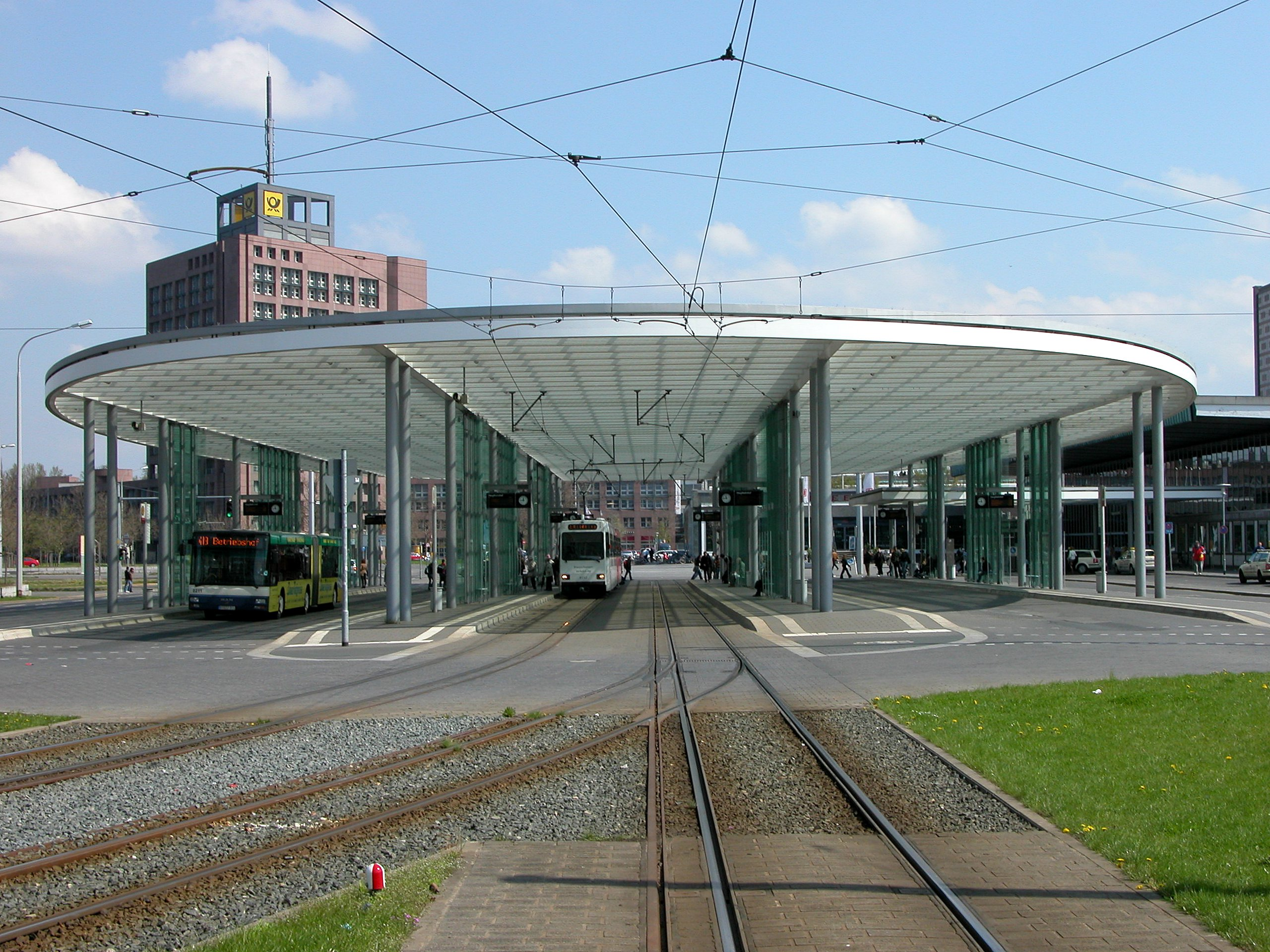
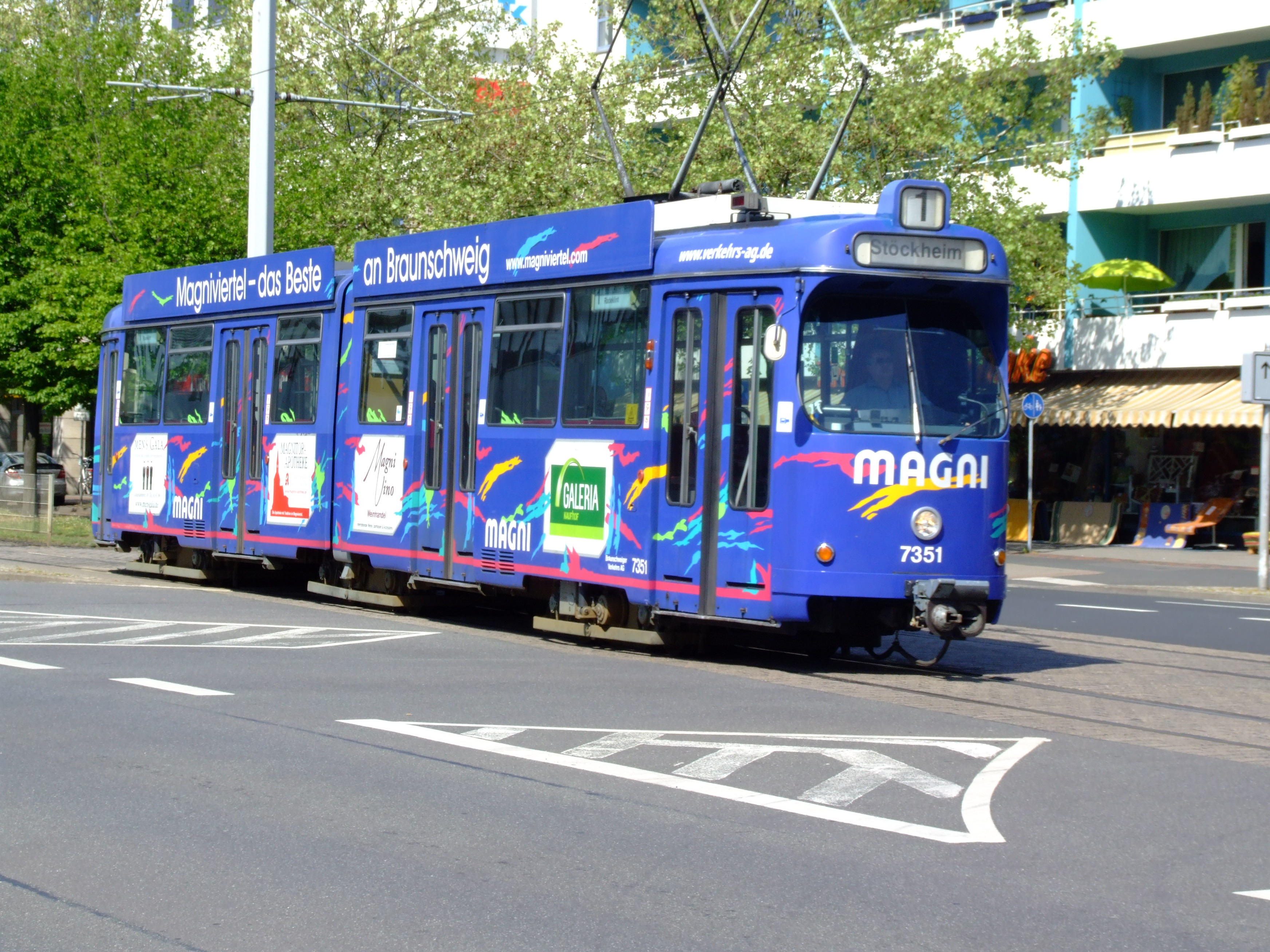
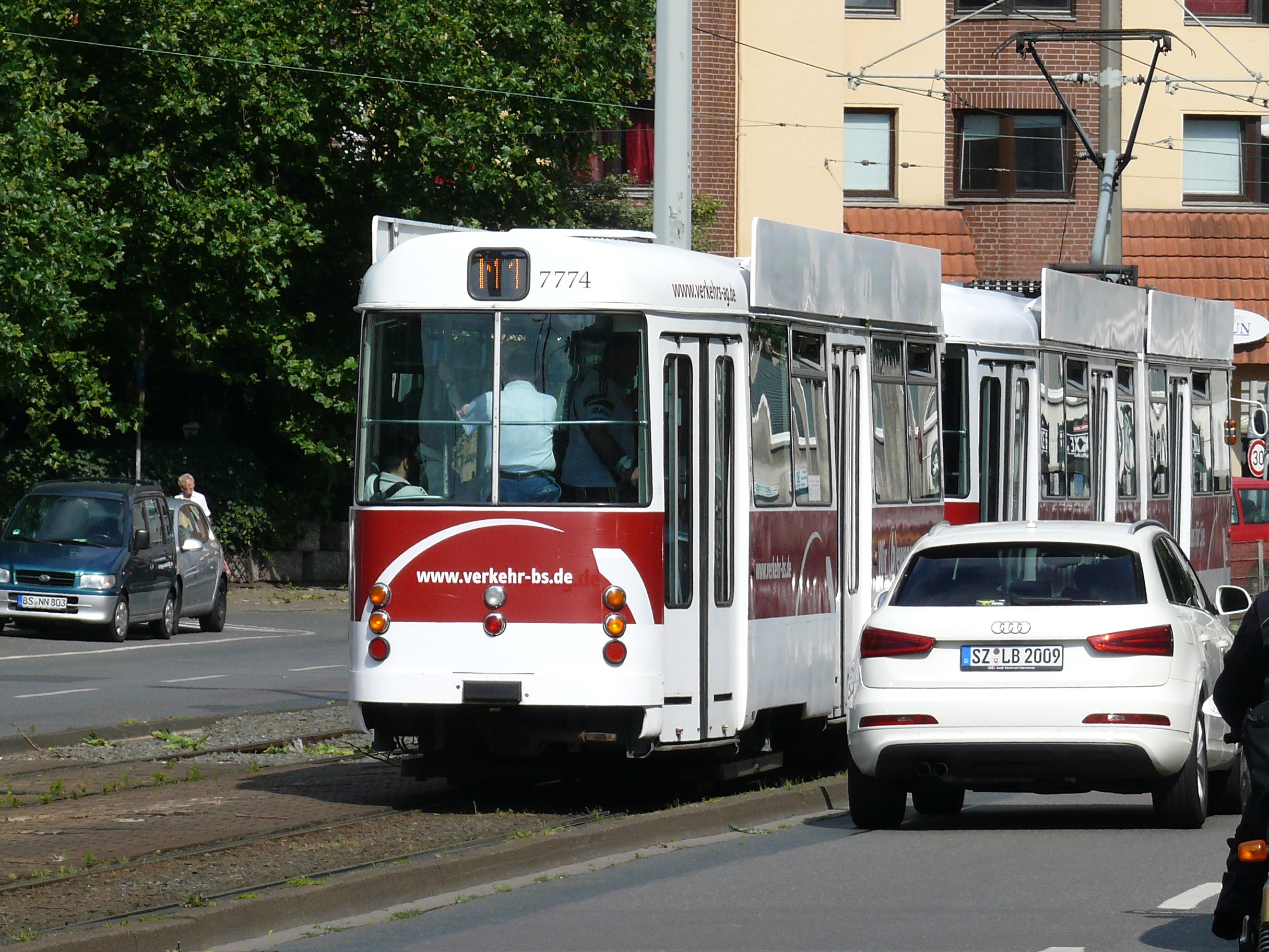
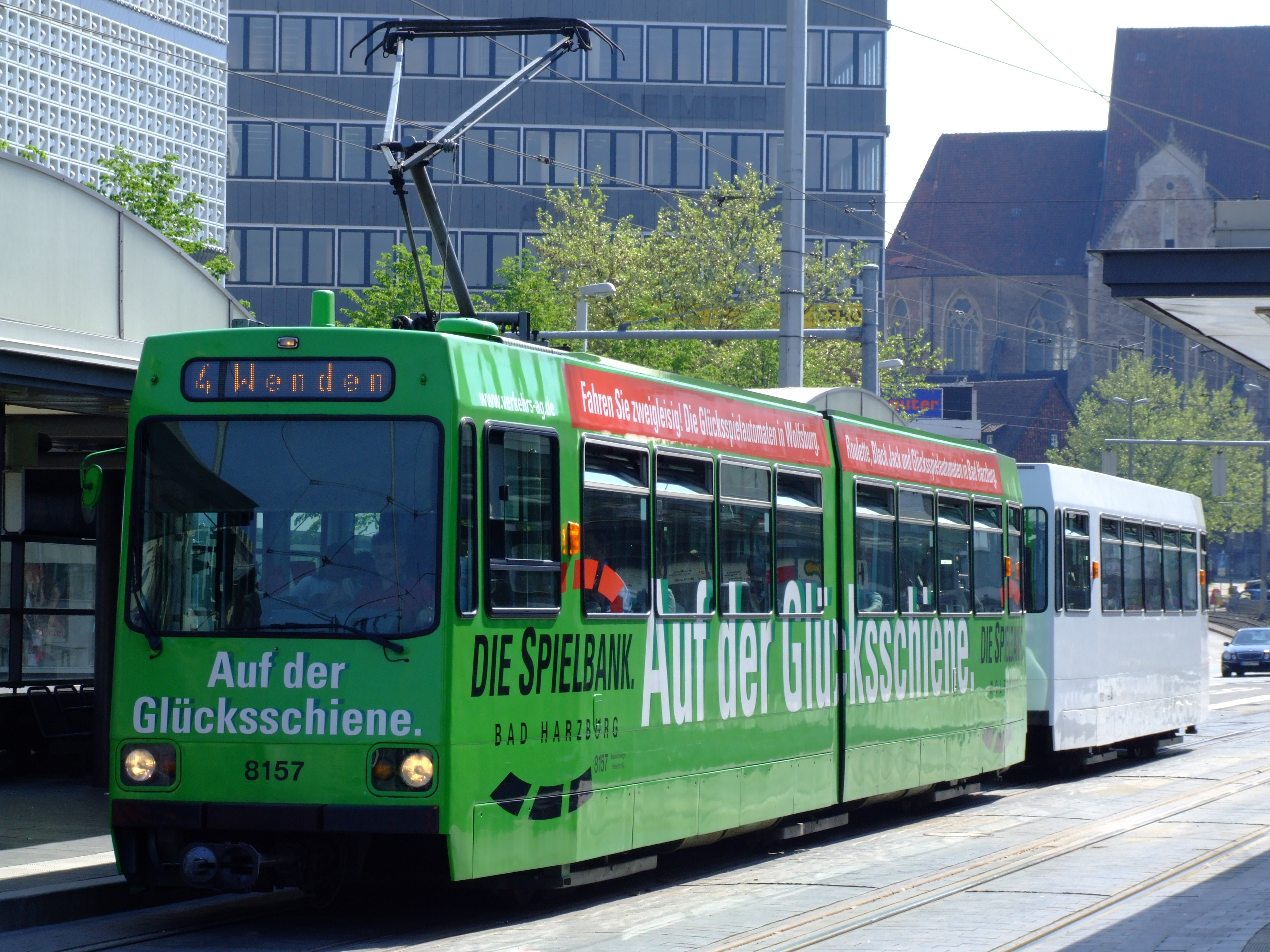
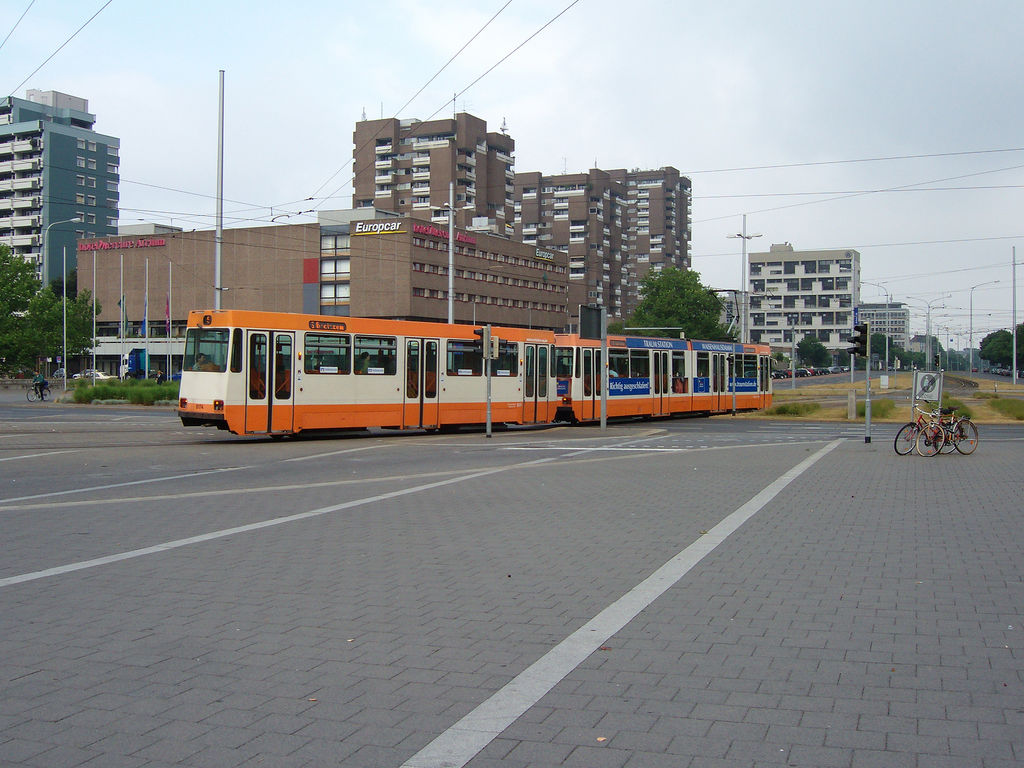